# Mules and Mortgages
Mules and Mortgages é um curta-metragem mudo norte-americano de 1919, do gênero comédia, estrelado por Oliver Hardy.

## Elenco
- Jimmy Aubrey - Jim
- Maude Emory - Garota
- Oliver Hardy - (como Babe Hardy)
- Snooky - Minnie